# Amtsgericht Pirmasens

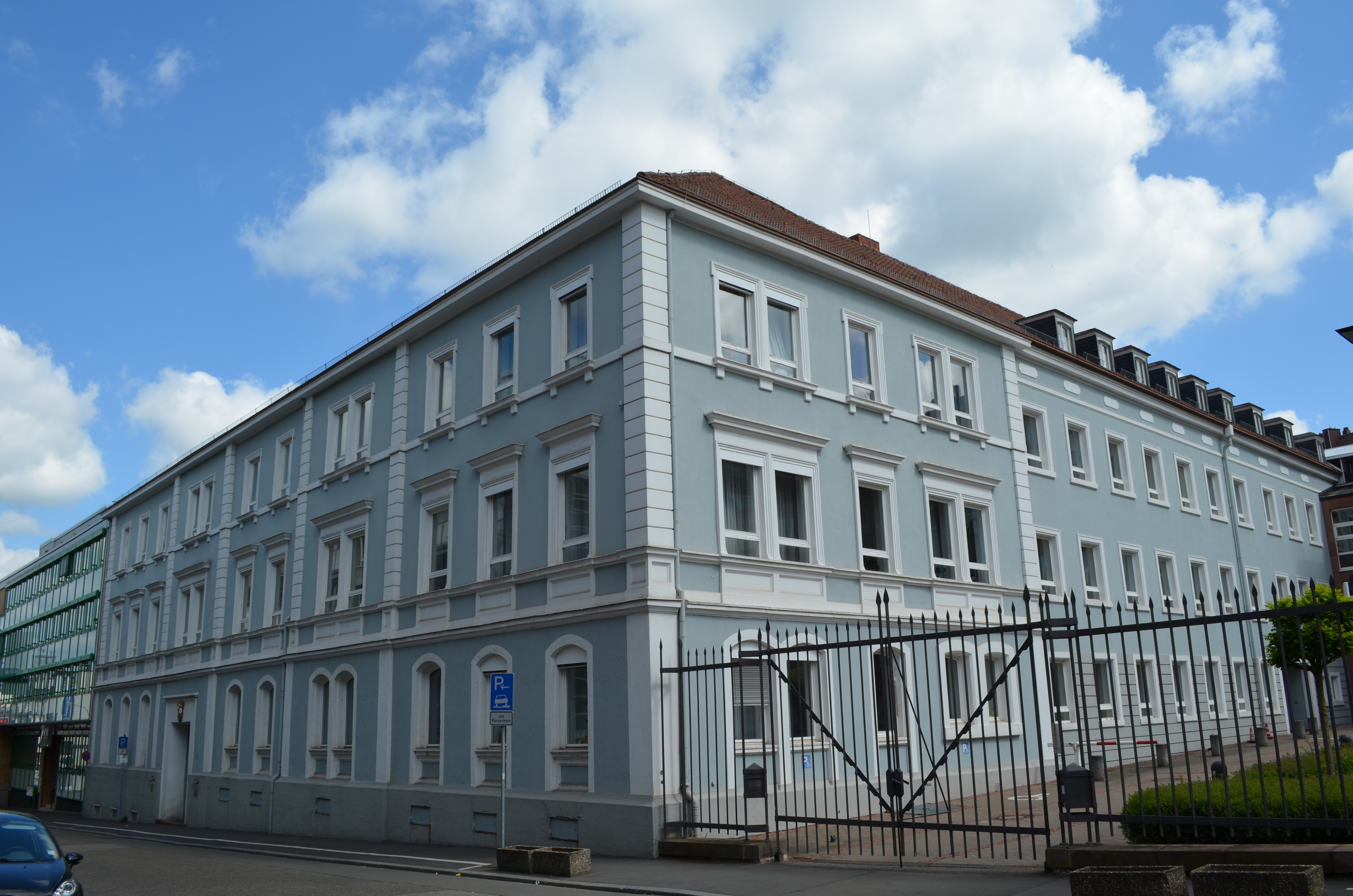
Der Altbau des Amtsgerichts

Das Amtsgericht Pirmasens ist ein Gericht der ordentlichen Gerichtsbarkeit in Rheinland-Pfalz mit Sitz in Pirmasens. Es gehört zum Gerichtsbezirk Zweibrücken.
Übergeordnet ist das Landgericht Zweibrücken. Zuständiges Oberlandesgericht ist das pfälzische Oberlandesgericht Zweibrücken.

## Gebäude

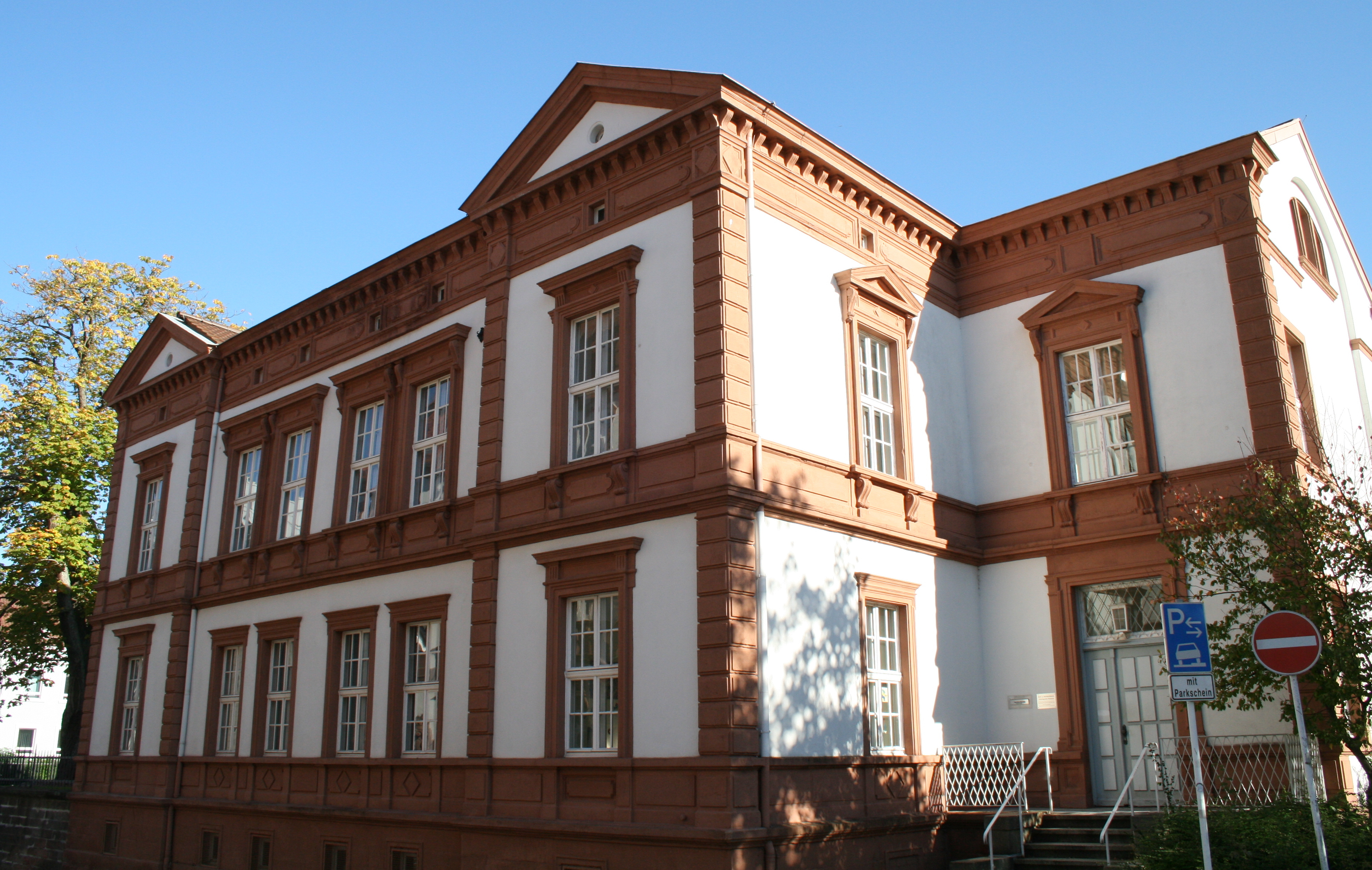
Auswärtige Kammern des Arbeitsgerichts Kaiserslautern

Das Amtsgericht ist in einem Behördenkomplex in der Bahnhofstraße 22–26 untergebracht. In der Bahnhofstraße 26 befindet sich das ursprüngliche Gerichtsgebäude aus dem 19. Jahrhundert, das von Ludwig von Stempel errichtet wurde. Es ist mit dem modernen Hauptgebäude und heutigem Eingang in der Bahnhofstraße 24 verbunden. Neben dem Amtsgericht ist in diesen Gebäuden auch das Vermessungs- und Katasteramt Westpfalz untergebracht.
Angeschlossen an das Amtsgericht sind die Auswärtigen Kammern des Arbeitsgerichts Kaiserslautern in der Bahnhofstraße 22, einem spätklassizistischen ehemaligen Wohnhaus, das um 1880 errichtet wurde und unter Denkmalschutz steht.

## Geschichte
In Pirmasens bestand bis 1879 das Landgericht Pirmasens. Mit dem Inkrafttreten des Gerichtsverfassungsgesetzes des Deutschen Reichs zum 1. Oktober 1879 wurde die dort vorgesehene Gerichtsstruktur auch in Bayern eingeführt. Die Bestimmungen dazu enthielt die Königlich Allerhöchste Verordnung, die Bestimmung der Gerichtssitze und die Bildung der Gerichtsbezirke betreffend vom 2. April 1879. Danach wurde das Amtsgericht Pirmasens dem Landgericht Zweibrücken zugeordnet. Sein Sprengel entsprach dem des früheren Landgerichts Pirmasens.